# Louis-Pierre Montbrun
Louis-Pierre Montbrun (Florensac, 1770-Batalla de Borodinó, 7 de septiembre de 1812) fue un general de caballería francés.

## Biografía
Louis-Pierre Montbrun sirvió con gran distinción en el arma de caballería durante las guerras de la Revolución y el Consulado, y en 1800 fue nombrado para comandar su regimiento, habiendo servido en él desde soldado de caballería. En la batalla de Austerlitz (2 de diciembre de 1805) fue ascendido a general de brigada. Obtuvo más distinciones en Alemania y Polonia como un brillante comandante de caballería.
En 1808 fue enviado a España. Aquí estuvo destinado durante la guerra de la Independencia. Durante su estancia en España se produjo un incidente que influyó desfavorablemente en toda su carrera. Se vio obligado a prolongar su permiso de ausencia para proteger a la dama que más tarde se convertiría en su esposa. Napoleón se enfureció y le privó de su mando. Montbrun estaba esperando la decisión de Napoleón cuando se le presentó la oportunidad de recuperar su reputación. Existen algunas dudas sobre los acontecimientos de la famosa carga de caballería en Somosierra, pero la participación de Montbrun en ella fue muy llamativa. Poco después fue ascendido a general de división, y en 1809 estuvo destinado en los frentes de Alemania y Hungría y su caballería participó de forma nada despreciable en las victorias de Eckmühl y Raab.
En 1810 fue destinado nuevamente a la península ibérica. Participó en el asedio de Valencia con dos divisiones de infantería y una de caballería del ejército de Auguste Marmont, pero llegó demasiado tarde para ayudar Gabriel Suchet y para interceptar a Nicolás de Mahy en su retirada a Alicante con las dos restantes. Atacó infructuosamente Alicante y se retiró a Toledo, pero llegó a tiempo de socorrer el sitio de Ciudad Rodrigo.
Murió al mando de un cuerpo de caballería en el frente ruso al comienzo de la batalla de Borodinó (7 de septiembre de 1812). Montbrun fue considerado, como líder de la caballería pesada, el segundo de todos los generales del Primer Imperio, después de Kellermann.